# Merita
Merita var en finsk bank, som eksisterede i årene 1995 til 1998. Moderselskabet Merita Oy var noteret på Helsinkis Fondsbørs, og hele koncernen havde over 15.000 ansatte. 
I 1997 fusionerede Merita med det svenske Nordbanken og dannede MeritaNordbanken, der begyndte driften i begyndelsen af 1998. 
I 2000 fusionerede MeritaNordbanken med danske Unibank og norske Christiania Bank og Kreditkasse og blev til Nordea.